# Dulcehe

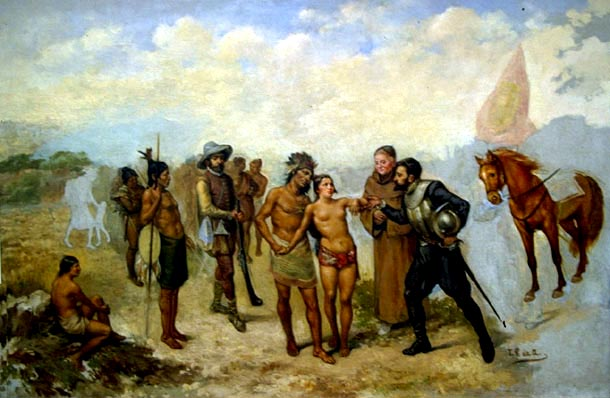
Rescate de Dulcehe, Tomás Povedano.

Dulcehe fue una princesa del reino indígena de Quepo, ubicado en la actual Costa Rica, a orillas del océano Pacífico. Era hermana del Rey Corrohore. En 1563 fue raptada por una nación enemiga, la de los coctu o cotos. Algunos historiadores han planteado la posibilidad de que en la familia real de Quepo imperase un sistema matrilineal y que por ello el rapto tuviese connotaciones políticas, ya que posiblemente el linaje regio debía transmitirse a la descendencia de Dulcehe. 
En 1563, al llegar a Quepo el alcalde mayor Juan Vázquez de Coronado, hizo una alianza con Corrohore. Con base en esta alianza, los españoles atacaron el palenque-fortaleza donde los coctu tenían cautiva a Dulcehe y lograron vencerlos y rescatar a la princesa. 
No existe ninguna otra noticia de Dulcehe.

## Errores frecuentes
En algunas publicaciones del siglo XX se atribuye a Dulcehe la condición de esposa del Rey Garabito, que fue capturada por los españoles junto con dos de sus hijos; pero los documentos de la época que mencionan el hecho no se refieren al nombre de la reina cautiva ni la identifican con la princesa de Quepo. El error surgió posiblemente del hecho de que la reina y sus hijos fueron capturados por el capitán Álvarez Pereyra, compañero marital de la princesa Dulcehe. Inexplicable, en cambio, es el error, también consignado en fuentes del siglo XX, de decir que Dulcehe era "sobrenombrada la Biriteca". Las biritecas eran las mujeres guerreras que existían en el pueblo de los coctu, precisamente los que tuvieron cautiva a Dulcehe. 
Otro error histórico frecuentemente repetido y originado en un relato de ficción del escritor Manuel de Jesús Jiménez Oreamuno supone que la mujer del rey Garabito fue bautizada con el nombre de Doña Inés e hizo vida marital con el capitán portugués Antonio Álvarez Pereyra, uno de los principales conquistadores de Costa Rica, con el que tuvo varios hijos. En realidad se desconocen el nombre y la etnia a la que pertenecía la compañera de Pereyra, que no constan en ningún documento.
Su historia es relatada en la obra de teatro El insólito rapto de doña Inés (Editorial de la Universidad Nacional de Costa Rica, 2016) del autor Roberto Cambronero.